# بیابان لوپ
بیابان لوپ (به لاتین: Lop Desert) بیابانی است در منطقه خودمختار سین‌کیانگ چین.
بیابان لوپ از سمت شرق از کورلا در امتداد کوهپایه قوروق‌داغ (به معنی کوه خشک) تا حوضه تاریم ادامه دارد. سطح این بیابان تقریباً به‌طور کامل هموار و بدون هیچ عارضه جغرافیایی است. دریاچه بوستن در شمال غرب آن در ارتفاع ۱۰۳۰ تا ۱۰۳۹ متری بالای سطح دریا واقع شده‌است، در حالی‌که لوپ نور واقع در جنوب شرق ۲۵۰ متر پایین‌تر است.
آب‌وهوای این بیابان به شدت خشک است و تحقیقی که در سال ۱۹۸۴ انجام شده نشان داد که میانگین سالانه بارش در آن عمدتاً کمتر از ۲۰ میلیمتر می‌باشد. مطالعه دیگری در سال ۲۰۰۸ این رقم را ۳۱٫۲ میلیمتر ثبت کرد. در مرکز پست‌تر این بیابان، پایین‌تر از ارتفاع ۸۰۰ متر، خشکی ابعاد شدیدتری به خود می‌گیرد. گرمای هوا در این بیابان به ۵۰ درجه سانتی‌گراد نیز می‌رسد.

## پیشینه
بیابان لوپ هامونی هموار است اما سه منطقه پست‌تر در آن وجود دارد به نام‌های لوپ‌نور، قره‌قُشون، و تایتِما، که اگر آب به آنها برسد تشکیل دریاچه می‌دهند. این سه فروافتادگی در قدیم به عنوان نقطه پایانی مجموعهٔ رودخانه‌ای تاریم به وجود آمده‌اند. رودخانه تاریم به‌طور تاریخی مسیر خود را بارها تغییر داده‌است و به این خاطر محل دریاچه پایانی این رود نیز چندین بار تغییر کرده‌است. این باعث شده که مکتشفان اولیه در مورد محل دقیق دریاچه لوپ نور به شک و تردید بیفتند و به این خاطر آن را «دریاچه سرگردان» می‌نامیدند.